# Warren Cole
Pour les articles homonymes, voir Cole.
Warren Joseph Cole, né le 12 septembre 1940 à Palmerston North et mort le 17 juillet 2019 à Hamilton, est un rameur d'aviron néo-zélandais.

## Carrière
Warren Cole participe aux Jeux olympiques d'été de 1968 et remporte le titre olympique en quatre barré.
Lors des Jeux olympiques d'été de 1972, il termine sixième dans la même épreuve.